# Valerie Riedesel
Valerie Riedesel Freifrau zu Eisenbach (* 1964) ist eine deutsche Journalistin und Autorin.

## Leben
Riedesel wurde als Valerie von Rosen geboren. Ihr Vater ist der ehemalige deutsche General Richard von Rosen. Sie studierte Geschichte an der Universität Straßburg und an der Sorbonne in Paris. Im Anschluss besuchte sie die Journalistenschule Axel Springer in Berlin. Als Journalistin startete sie als Redakteurin der Frankfurter Allgemeinen Zeitung. Sie ist verheiratet mit Baron Philipp Riedesel Freiherr zu Eisenbach und hat fünf Kinder. Sie lebt auf der Insel Rügen. Zusammen mit ihrem Mann ist sie Eigentümerin des Schlosses Eisenbach. Sie ist die Enkelin des Widerstandskämpfers Caesar von Hofacker, über den sie auch eine Biographie verfasste. Ihr Erstlingswerk „Geisterkinder“ über ihre Mutter und deren Geschwister war ein Spiegel-Bestseller und wurde in mehrere Sprachen übersetzt.

## Werke
- Geisterkinder : fünf Geschwister in Himmlers Sippenhaft, SCM Hänssler, 2017, ISBN 978-3-7751-5791-9
- Der Flieger im Widerstand, Piper, 2024, ISBN 978-3-492-07273-1